# Eusterinx truculenta
Eusterinx truculenta är en stekelart som beskrevs av Rossem 1991. Eusterinx truculenta ingår i släktet Eusterinx och familjen brokparasitsteklar. Inga underarter finns listade i Catalogue of Life.